# AD Camacha
El AD Camacha es un equipo de fútbol de Portugal que milita en el Campeonato de Portugal, la tercera división de fútbol del país.

## Historia
Fue fundado el 1 de agosto de 1978 en la ciudad de Santa Cruz, en la isla de Madeira y en sus primeros 30 años de vida se pusieron como su principal objetivo ascender a la II Divisão iniciando desde el Campeonato de Madeira, objetivo conseguido en la temporada 2008/09, cuando ganaron el grupo F de la Tercera División de Portugal

## Palmarés
- III Divisão Série F: 1

2008/09
- Campeonato de Madeira: 2

1989/90, 2019/20
- Copa de Madeira: 5

1989/90, 1990/91, 2000/01, 2003/04, 2010/11

## Jugadores

### Jugadores destacados
- Figueiredo
- Luís Alves
- Bruno Fernandes
- Marcio Abreu
- Nuno Viveiros